# Mudhàffar-ad-Din Uzbeg
Mudhàffar-ad-Din Uzbeg fou atabeg ildegízida de l'Azerbaidjan (1210-1225), fill de Muhàmmad Pahlawan i successor del seu germà Nusrat al-Din Abu Bakr. Només se li coneix el títol de Muzaffar al-Din. Es va casar amb Malika Khatun filla del sultà seljúcida Toghrul III ibn Arslan Shah (1174–1194).
A la mort del seu pare el 1186/1187 va rebre Hamadan que va governar pacíficament en general com a supeditat al seu germà Nusrat al-Din Abu Bakr; el 1195 es va establir la sobirania del califa abbàssida sobre Hamadan i Esfahan; després va fer una incursió a Siraz (dels atabegs salghúrides) que va ocupar breument el 1203/1204. En aquest temps va ser reconegut en part del Djibal del nord dominat per ghulams pahlawanites. Va tenir diversos ghulams protectors: Ay-Aba, Gökče, i Ay-Toghmish. El seu visir principal fou Rabid al-Dawla, notable protector de poetes.
Quan va morir el seu germà Nusrat al-Din Abu Bakr ibn Muhammad Pahlawan (1210) no va tenir cap problema per ser reconegut a l'Azerbaidjan i Arran. La capital probablement fou Tabriz; a Ardabil va emetre les monedes, però hi havia un governant local. Se sap que Uzbeg tenia diversos senyors locals vassalls i per les monedes es coneixen els maliks d'Ahar (dinastia dels pixkínides) i una altra sense nom al Mughan.
Va perdre Arran enfront dels georgians, excepte Naxçıvan i va haver de reconèixer la sobirania d'Ala al-Din Muhammad xa de Coràsmia (1217/1218) que van ocupar Esfahan; a canvi del seu reconeixement el xa de Coràsmia el va confirmar en la possessió d'Arran i l'Azerbaidjan; però també va haver de pagar tribut al georgians; el 1220/1221 i altre cop el 1221/1222 va poder evitar el saqueig de Tabriz pagant un fort tribut als mongols, encara que van saquejar algunes ciutats del seu territori. El 1224 una nova expedició mongola va derrotar els corasmis a Rayy i va avançar altre cop cap a Tabriz. Ozbeg els va haver de lliurar als refugiats corasmis que s'hi havien refugiat.
Finalment, ja força vell, va cedir la sobirania al xa de Coràsmia Djalal al-Din Manguberti (1225) que el juny havia ocupat Tabriz, al que va donar també la seva dona (filla del sultà Toghrul), a la que va haver de repudiar; va perdre també Gandja i va morir a la vila d'Akendjak (Alindja) al Nakhitxevan, suposadament del disgust quan va saber que el xa de Coràsmia s'havia casat amb la seva dona. El seu fill Kizil Arslan Khamush (el silenciós) que era sord i mut, es va casar amb una princesa ahmadílida i va acabar al servei del xa de Coràsmia Djalal al-Din Manguberti.